# Vice (tidskrift)
Vice är en kanadensisk tidskrift grundad i Montréal i Kanada 1994. Numera har man sitt huvudkontor i New York. Man publicerar artiklar och reportage på engelska samt via Internet (på Vice.com) på ett antal andra språk.

## Historia
Tidskriften grundades av Shane Smith, Gavin McInnes och Suroosh Alvi. Man började publiceras år 1994 som Voice of Montreal och med statlig kanadensisk finansiering. Företaget byte namnet till Vice år 1996.  

### Utveckling
Efter grundandet har företaget utvecklats, och man är idag ett stort mediehus som bland annat producerat en TV-serie på amerikanska TV-kanalen HBO. Numera ligger företagets huvudkontor i Brooklyn, New York.  
Vice fanns 2017 i mer än 35 länder. 2020 publicerar man via Internet material på arabiska, engelska, franska, grekiska, indonesiska, italienska, japanska, koreanska, nederländska, portugisiska, rumänska, serbiska, spanska och tyska.

### Vice i Sverige
I Sverige har Vice funnits sedan 2004. Chefredaktörer för tidskriften i Sverige har tidigare varit Elin Unnes, Milène Larsson och Caisa Ederyd. 2007 släppte Vice dokumentären True Norwegian Black Metal" med Ivar Berglin. 2015 ledde Berglin ytterligare en dokumentär på fem delar om mat i Sverige, "Munchies Guide to Sweden".
I april 2017 började webbversionen vice.com i Sverige publicera innehåll på svenska, efter mer än 10 år på engelska. 2017 släpptes två Vice-dokumentärer från Sverige producerade av Milène Larsson – "Gömda i Sverige" och "Barnen som lever utanför könsnormerna".
Chefredaktör för Vice i Sverige var 2017 Caisa Ederyd.

### Omorganisering 2019
2019 omorganiserades Vice globalt. Man avskedade 250 anställda och lade ner sin svenska sajt.